# Fra Diavolo (opera)
Fra Diavolo (Fra Diavolo ou l'Hôtellerie de Terracine) è un'opéra-comique in tre atti, musicata da Daniel Auber su libretto in lingua francese di Eugène Scribe, rappresentata per la prima volta all'Opéra-Comique di Parigi, Salle Ventadour, nel 1830.

## Trama

### Atto primo

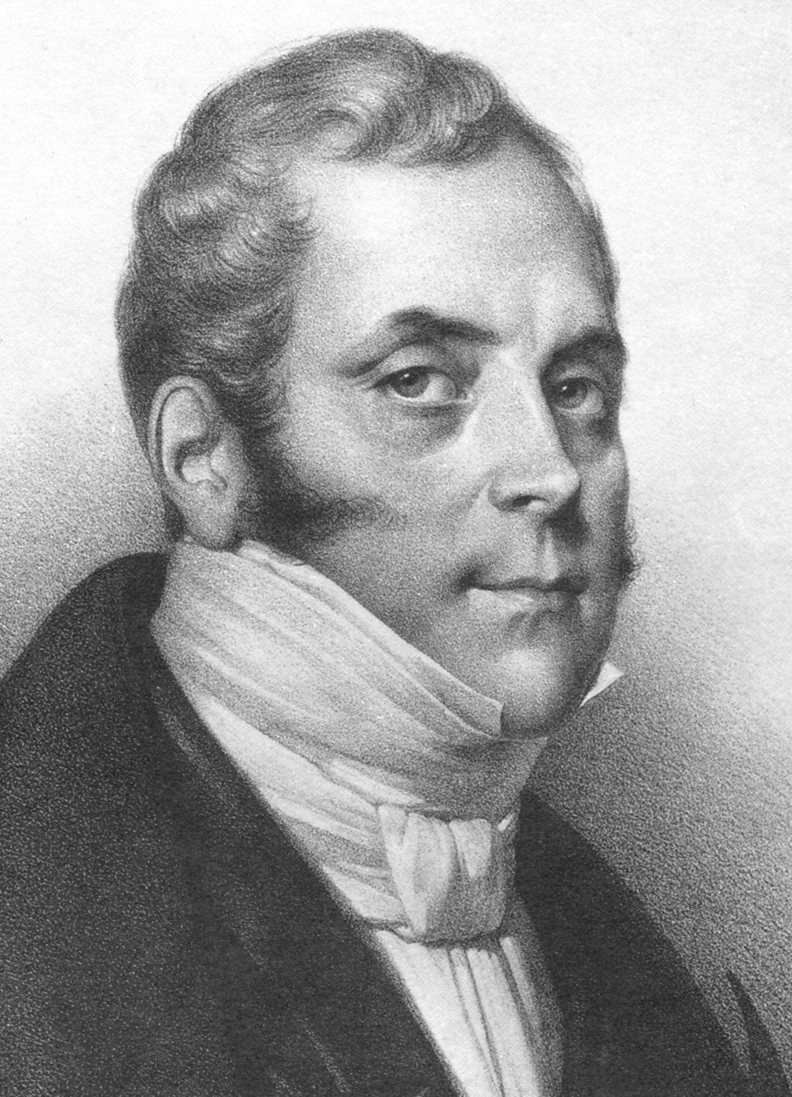
Daniel Auber

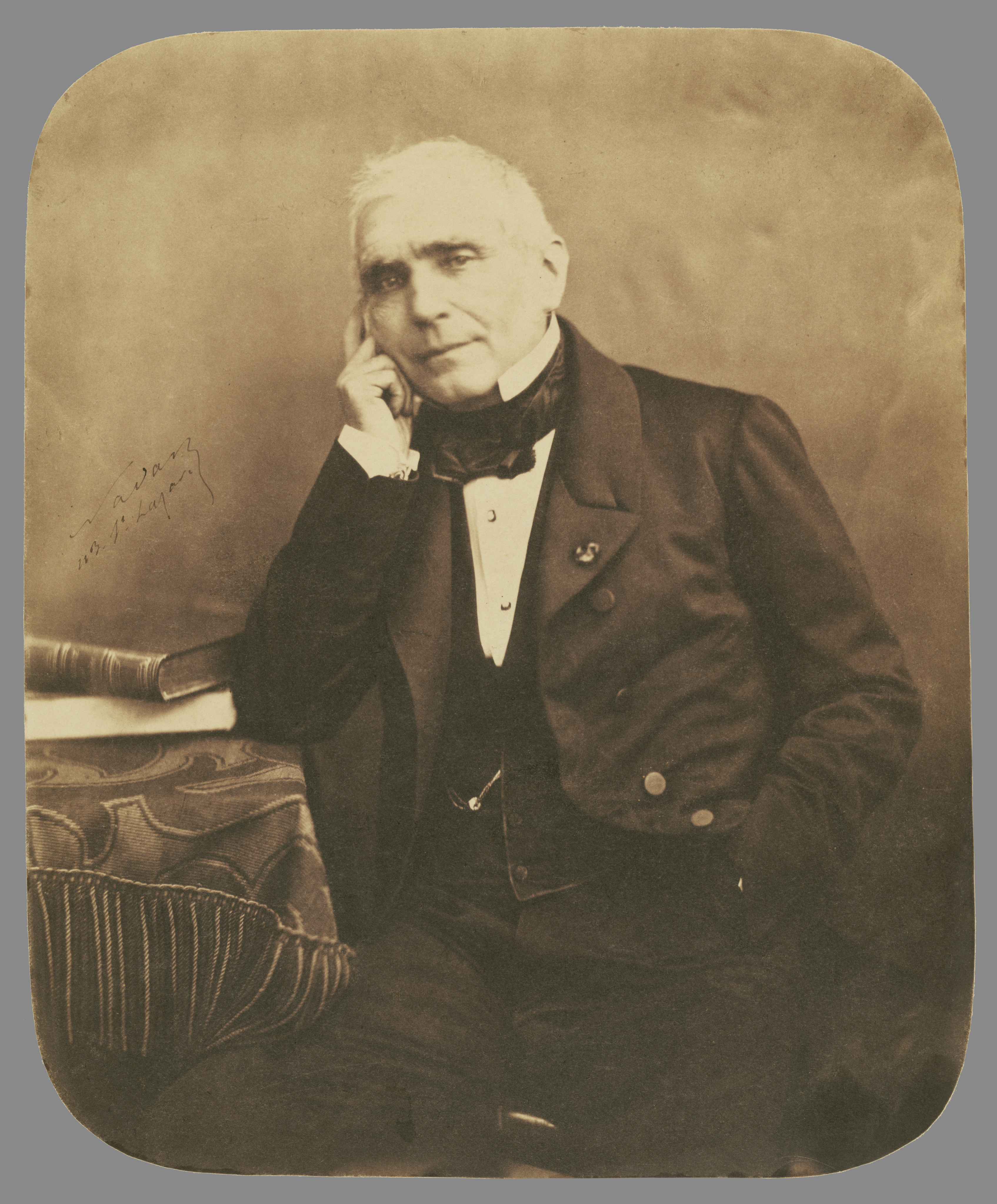
Eugène Scribe

Zerlina, figlia di un oste di Terracina, è innamorata di Lorenzo, un povero brigadiere dei gendarmi, mentre suo padre la vuole dare in moglie a Francesco, un anziano possidente. Mentre Lorenzo è alla ricerca del famigerato brigante Fra Diavolo, costui arriva alla locanda travestito da marchese e deruba due viaggiatori inglesi, Lord e Lady Rocburg. Lorenzo riesce a recuperare parte della refurtiva e viene ricompensato da Lady Rocburg con 10 000 scudi, una somma da destinare alla dote di Zerlina.

### Atto secondo
Fra Diavolo è tuttavia determinato a derubare di nuovo i viaggiatori inglesi e Zerlina con l'aiuto di Giacomo e Beppo, due suoi complici. Durante la notte i tre si intrufolano nella stanza di Zerlina per rubarle la dote. Sopraggiunge Lorenzo, ma Fra Diavolo, che finge di essere il Marchese di San Marco, riesce a convincerlo di essere un suo rivale in amore, amante di Zerlina e di Lady Rocburg. Lorenzo sfida a duello il finto Marchese.

### Atto terzo
Il giorno dopo, Zerlina, ormai priva della dote e abbandonata da Lorenzo accetta di sposare Francesco. Fra Diavolo ordina ai suoi due complici di avvertirlo quando Lorenzo e la sua truppa lasceranno la città, per poter derubare di nuovo gli inglesi. Giacomo e Beppo furono riconosciuti da Zerlina, che li fa arrestare da Lorenzo. Questi scopre finalmente i maneggi di Fra Diavolo e organizza un piano per arrestarlo. Zerlina può finalmente sposare Lorenzo.

## Commento
Fra Diavolo nacque come opéra-comique, ossia come un genere teatrale, molto popolare in Francia nel XIX secolo, nel quale episodi cantati si alternano a brani recitati. Sebbene il titolo richiami il nomignolo di un brigante e capo militare itrano realmente esistito (Michele Pezza che si batté contro i Francesi e fu impiccato a Napoli nel 1806) le vicende narrate nel libretto di Scribe sono ispirate a quelle dell'opera "La Caverne ou le Repentir", tratta dalla Storia di Gil Blas di Santillana, musicata nel 1793 da Jean-François Lesueur su libretto di Paul Dercy.
L'opera di Daniel Auber, consistente inizialmente in diciotto brani musicali intervallati da dialoghi in prosa, venne rappresentata con successo all'Opéra-Comique di Parigi il 28 gennaio 1830, avendo come interpreti principali Jean-Baptiste Chollet nel ruolo di Fra Diavolo, Geneviève-Aimée-Zoë Prévost nel ruolo di Zerlina, e Marie-Julienne Boulanger in quello di Lady Pamela. Fra Diavolo rimase in repertorio all'Opéra-Comique, con 909 rappresentazioni complessive fino al 1907, e riprese in quasi tutte le stagioni. Secondo le regole dell'opéra-comique, l'azione procede nelle scene recitate mentre la musica interviene nei momenti statici. Circa la qualità della partitura, si riporta il giudizio di René Leibowitz:
(René Leibowitz, Storia dell'opera, cit., p. 145)
Come accaduto nel caso di altre opéra-comique nel corso XIX e della prima metà del XX secolo in paesi di lingua non francese, anche Fra Diavolo fu rappresentata nella versione in lingua italiana, in questo caso nella versione di Manfredo Maggioni, con le parti recitate dell'opéra-comique sostituite dal recitativo accompagnato.
Nel Regno Unito la première è stata il 1º febbraio 1831 nel Theatre Royal Drury Lane di Londra.
In Australia va in scena nel Theatre Royal di Hobart il 3 ottobre 1842.
La prima rappresentazione di Fra Diavolo in Italia, ovviamente nella versione in lingua italiana di Manfredo Maggioni, risale al 29 dicembre 1866, al Teatro della Pergola di Firenze. Ma la versione in lingua italiana era stata utilizzata già in Germania nel 1848 e in Inghilterra nel 1857; lo stesso Auber curò diverse edizioni in lingua italiana dell'opera allo scopo di favorire la circolazione del proprio lavoro.
Al Theatre Royal di Dundee va in scena il 29 marzo 1870 nella traduzione di Michael Rophino Lacy per la Grand English Opera Company.
Al Prince of Wales Theatre di Glasgow va in scena nel 1874 per la Carl Rosa Opera Company.
Al Queen's Theatre di Edimburgo va in scena nel 1875 per l'Italian Opera Company.
Al Her Majesty's Theatre di Aberdeen va in scena nel 1887 per la J W Turner's English Opera Company.
Per il Metropolitan Opera di New York la première è stata nel 1902 al Freundschaft Club di Manhattan.
L'opera ebbe nuova popolarità negli anni trenta grazie all'omonimo film comico con Stanlio e Ollio del 1933. I due comici svolgono il ruolo di Giacomo e Beppo nell'opera di Auber, ma non cantano. Tre arie di Auber sono invece cantate da Dennis King, interprete di Fra Diavolo (doppiato nelle parti cantate dal baritono Tito Gobbi), e ugualmente immodificati sono i cori.
Al Teatro Verdi (Trieste) va in scena nel 1955 diretta da Franco Capuana con Agostino Lazzari, Enrico Campi e Alfredo Mariotti.
Al Teatro alla Scala di Milano va in scena nel 1992 diretta da Bruno Campanella con Luciana Serra e Alessandro Corbelli.

## Numeri musicali
- Ouverture

### Atto I
1. Introduzione En bons militaires (coro, Lorenzo, Matteo, Zerlina)
2. Quartetto Ah, quel voyage abominable (Pamela, Milord, Lorenzo, Zerlina, coro)
3. Couplets Je voulais bien (Milord, Pamela)
4. Quintetto Un landeau qui s'arrete (Matteo, Milord, Pamela, Marchese, Zerlina)
5. Couplets Voyez sur cette roche (Zerlina, Marchese)
6. Trio Le gondolier fidèle (Marchese, Pamela, Milord)
7. Finale primo Victoire! Victoire! (coro, Zerlina, Pamela, Milord, Lorenzo, Marchese, Beppo, Giacomo)

### Atto II
1. Scena e cavatina Ne craignez rien, Milord - Quel bonheur, je respire (Zerlina)
2. Trio Allons dormir (Milord, Pamela, Zerlina)
3. Barcarola Agnèse la jouvencelle (Marchese)
4. Aria Oui, c'est demain (Zerlina)
5. Finale secondo Ô fureur, ô vengance (Marchese, Milord, Lorenzo, Beppo, Giacomo, Pamela, Zerlina)

### Atto III
1. Scena e aria J'ai revu nos amis - Je vois marcher sur ma bannière (Marchese)
2. Coro C'est aujourd'hui
3. Romanza Pour toujours, disait-elle (Lorenzo)
4. Finale terzo Allons, allons (coro, Matteo, Lorenzo, Beppo, Giacomo, Zerlina)
5. Stretta del finale Victoire! Victoire! (Milord, Pamela, Lorenzo, Zerlina, Matteo, coro)

## Discografia
| Anno | Cast (Fra Diavolo, Zerlina, Lord Rochburg, Lady Pamela, Lorenzo, Beppo, Giacomo, Matteo)                                         | Direttore     | Etichetta       |
| ---- | --- | ------------- | --------------- |
| 1981 | Dano Raffanti, Luciana Serra, Nelson Portella, Martine Dupuy, Aldo Bertolo, Oslavio Di Credico, Sergios Kalabakos, Giorgio Tadeo | Alberto Zedda | Warner Classics |
| 1984 | Nicolai Gedda, Mady Mesplé, Rémy Corazza, Jane Berbié, Thierry Dran, Michel Hamel, Jules Bastin                                  | Marc Soustrot | EMI             |